# Erhard Barg
Erhard Barg (1544 Schwäbisch Gmünd – po 1603) byl německý renesanční sochař.

## Životopis
Byl ovlivněný Semem Schlörem a žil převážně v Schwäbisch Hall, ale pracoval také ve Würzburgu a Aschaffenburgu, ve francké a hesenské oblasti, naposledy je doložen v roce 1604 v Mergentheimu.
Jedna z jeho nejdůležitějších prací je velká hrobka rodiny Rechenbergů v kostele sv. Cyriakuse v Schwäbisch Gmünd-Straßdorf. Vytvořil také hrob Erasma Neustettera v katedrále ve Würzburgu .

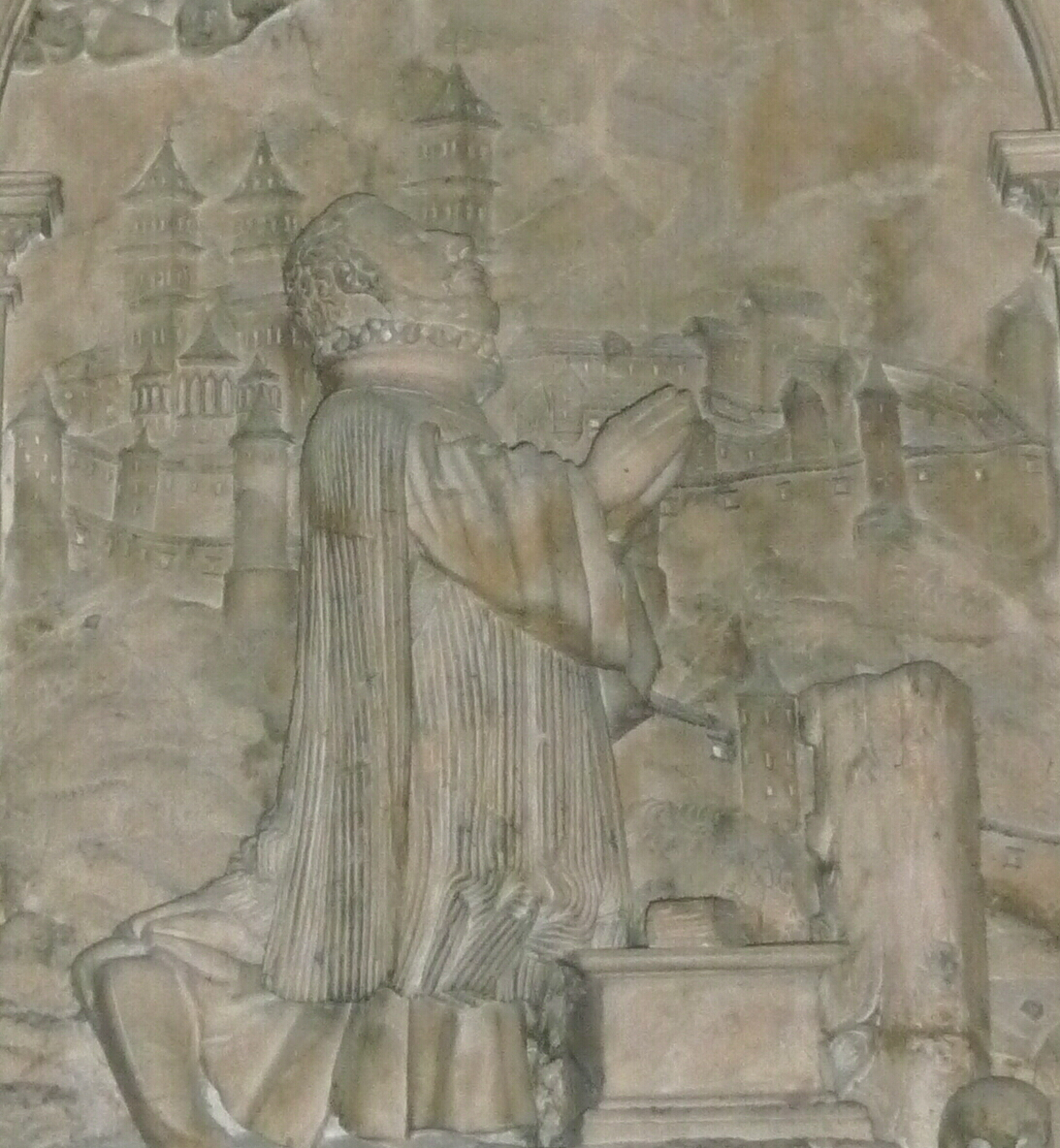
Erasmus Neustetter
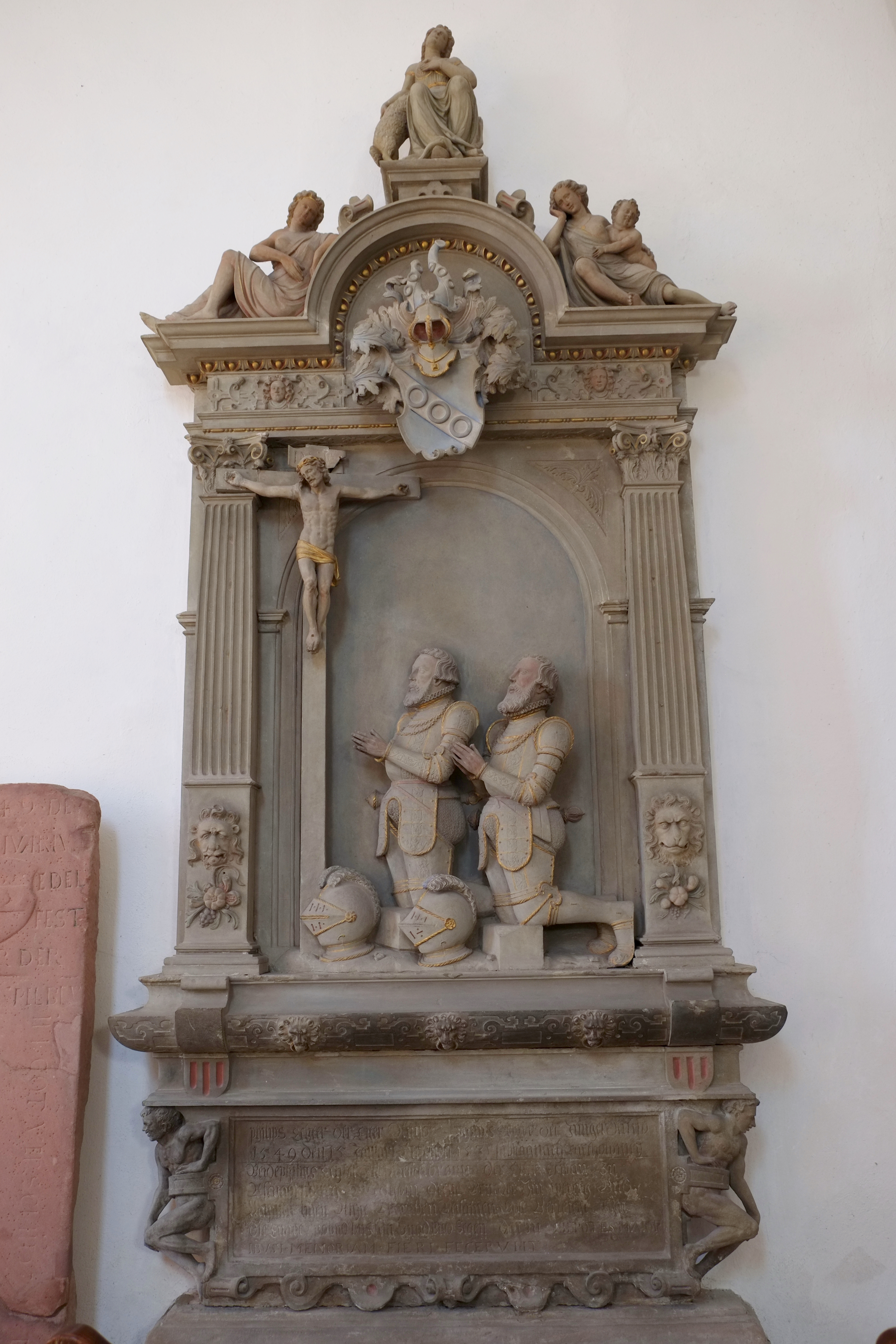
Philipp I. a Philipp II. v Hessenthalu
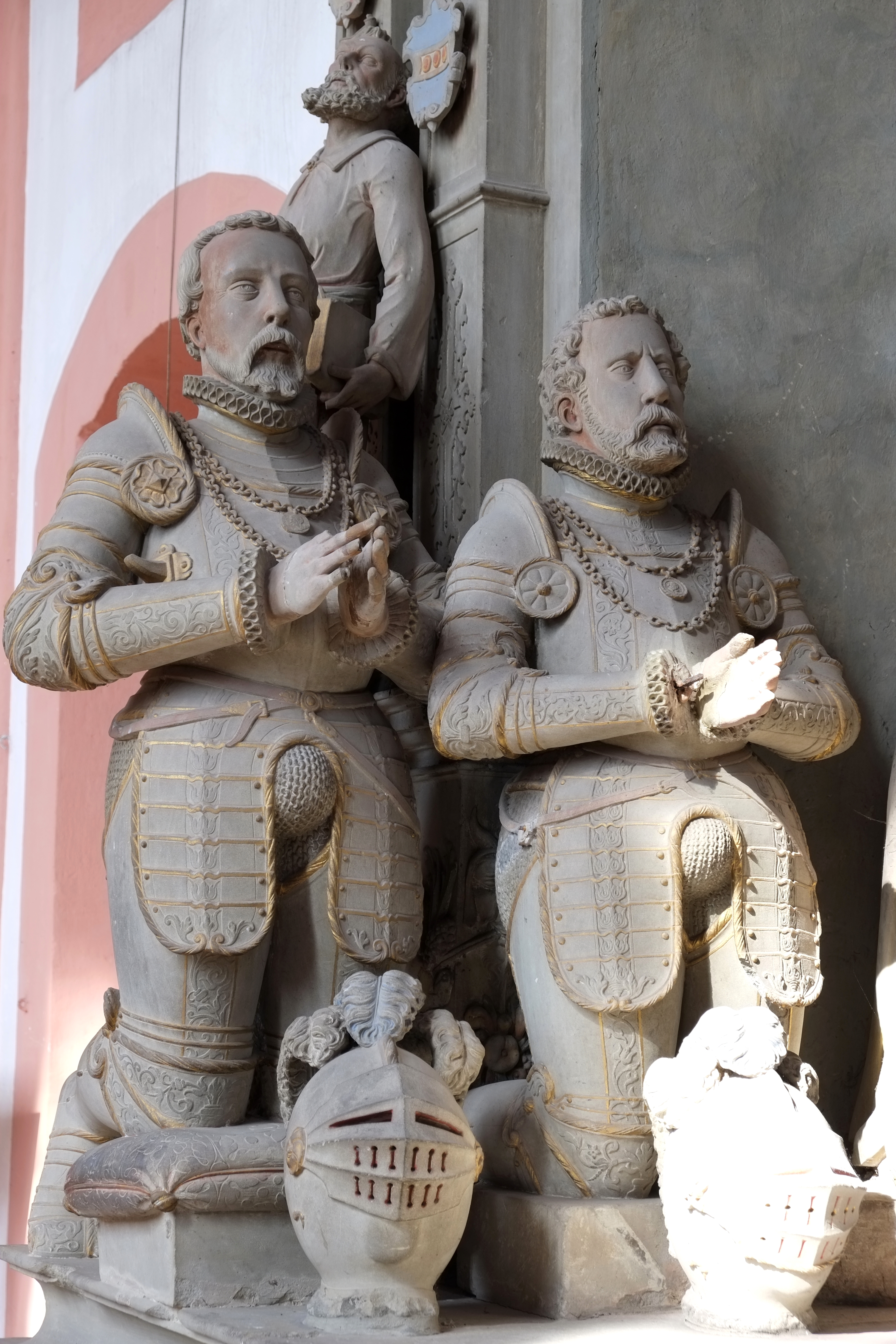
Náhrobek Petera III. Echtera a Gertraudy von Adolzheim